# Мациевка
Маци́евка (укр. Маціївка) — село в Прилукском районе Черниговской области Украины. Население — 163 человека. Занимает площадь 1,526 км².
Код КОАТУУ: 7424183204. Почтовый индекс: 17546. Телефонный код: +380 4637.

## Власть
Орган местного самоуправления — Замостянский сельский совет. Почтовый адрес: 17544, Черниговская обл., Прилукский р-н, с. Замостье, ул. Шевченко, 108а.

## История
В XIX столетии село Мациевка было в составе Прилукской волости Прилукского уезда Полтавской губернии. В селе была Михайловская церковь.